# 옥현진
옥현진(玉賢進, 1968년 3월 5일 - )은 대한민국 가톨릭교회의 성직자이다. 세례명은 시몬이다. 현재 천주교 광주대교구 제10대 대교구장을 맡고 있다.
1968년 전라남도 무안군 몽탄면에서 태어났다. 아버지는 옥군호(율리오), 어머니는 모매실(루치아)이다. 옥현진이 사제의 꿈을 갖게 된 것은 초등학교 시절 복사를 서면서부터였다. 광주비행장 후문 근처에 살았던 옥 주교는 인근 신동본당에 다니며 복사를 서는 것을 소명으로 느꼈다. 옥현진은 먹고 살기가 어려웠던 시절 빈혈로 쓰러지곤 했던 친구들을 학교 숙직실로 업고가 간호하기를 몇 번이나 반복한 것이 선생님들의 눈에 띄어 선행상도 여러 번 탔다. 그리고 어린 시절부터 다툼이 있는 곳에서 언제나 해결사 역할을 했다. 말과 행동이 신중해 실수가 없었던 옥현진은 2남 4녀 중 막내였음에도 불구하고 형제들 사이에서 리더 역할을 했다고 한다.
1994년 1월 26일 사제품을 받고 광주대교구 농성동·북동본당 보좌신부로 사목했다. 1996년 로마로 유학을 떠난 옥 주교는 2004년 교황청립 그레고리오 대학교에서 교회역사학 박사학위를 받고 귀국해 운남동본당 주임과 교회사 연구소장 등을 역임했다. 이후 2006년 8월부터 현재까지 광주가톨릭대학교에서 교수로 재직, 제1·2 영성관장을 역임했으며, 2007년부터 현재까지 주교회의 신앙교리위원회 위원으로 활동하고 있다.
2011년 5월 12일 교황 베네딕토 16세에 의해 천주교 광주대교구 보좌 주교에 임명되었다. 당시 그의 나이 44세였다. 옥현진 주교의 주교 서품식은 2011년 7월 6일 광주대교구 임동 주교좌 성당에서 거행되었다.

## 문장과 사목 표어
옥현진 주교의 문장 중앙에 자리한 나무색 십자가는 팔을 벌려 세상 모든 사람을 끌어안는 그리스도를 형상화했다. 문장 중심에 위치한 예수 성심은 “내 사랑 안에 머물러라.(요한 15,9)”라는 말씀처럼, 모든 이들이 그리스도의 사랑 안에 산다는 것을 뜻하며, 동시에 광주대교구를 예수 성심에 봉헌한다는 것을 의미한다.
네 개의 작은 타원형은, 올리브 잎 색이 보여주듯 참된 평화를 상징한다. “주님은 나의 목자, 나는 아쉬울 것 없어라. 푸른 풀밭에 나를 쉬게 하시고…(시편 23,1-2)”란 말씀처럼, 참된 목자 예수에게 가까이 가는 이들은 어디에서든지 참된 평화를 누린다는 뜻이다. 문장 오른쪽 하단에 위치한 ‘M’자는 십자가 아래 서 있는 성모 마리아를 상징한다. 성모 마리아에 대한 참된 신심 안에서 그리스도를 향하길 바라는 희망이 담겨 있다.
옥현진 주교의 사목표어는 요한 복음서 15장 4절 구절인 ‘Manete in me(내 안에 머물러라)’이다.